# Le Nouvelliste (Haití)
Le Nouvelliste es un periódico en lengua francesa impreso en Haití y distribuido en todo el país, especialmente en la capital y las principales ciudades.
Es el periódico más grande y antiguo en Haití, y el periódico en francés más antiguo en América. También es el único periódico actualmente impreso en Haití, ya que su competidor Le Matin es impreso en República Dominicana.

## Historia
El periódico fue fundado el 2 de mayo de 1898 por Guillaume Chéraquit originalmente bajo el nombre Le Matin para convertirse en Le Nouvelliste el 1 de agosto de 1899. La impresión fue encargada al amigo de Chéraquit, Henri Chauvet.
Durante el terremoto de enero de 2010, las dependencias de Le Nouvelliste sufrieron graves daños, y el periódico comenzó a usar solo su sitio en Internet para difundir las informaciones, ya que no podía imprimir sus ediciones debido a los daños causados por el sismo. La situación se normalizó el 6 de abril de 2010, cuando se reinició la publicación de la versión impresa. La sede del diario, antes ubicada en el centro de la capital, se trasladó a Pétionville, y el cuerpo editorial de 24 redactores se redujo a la mitad.
Antes del terremoto, tenía una tirada de 15.000 ejemplares, que se redujo a 10.000 al retomar sus ediciones en abril de 2010.

## Suplementos
- Tout Terrain (deportes)
- Le P'tit Nouvelliste (juvenil)
- Ticket Magazine (personalidades de la música, cine y deportes)